# GLO Airlines
A GLO Airlines foi uma companhia aérea regional com sede em Nova Orleans, Louisiana.

## História
A companhia aérea iniciou o serviço em novembro de 2015 e utilizou uma frota de três aeronaves Saab 340B. A GLO foi fundada por Calvin Trey Fayard e era operada pela Corporate Flight Management.
Em abril de 2017, a GLO Airlines declarou falência, após a Corporate Flight Management "rescindir unilateralmente seu contrato para operar o programa GLO e voar com passageiros". As operações foram inicialmente suspensas; no entanto, elas foram retomadas em 25 de abril. O serviço da GLO foi suspenso novamente em 15 de julho de 2017 e não foi retomado.

## Frota

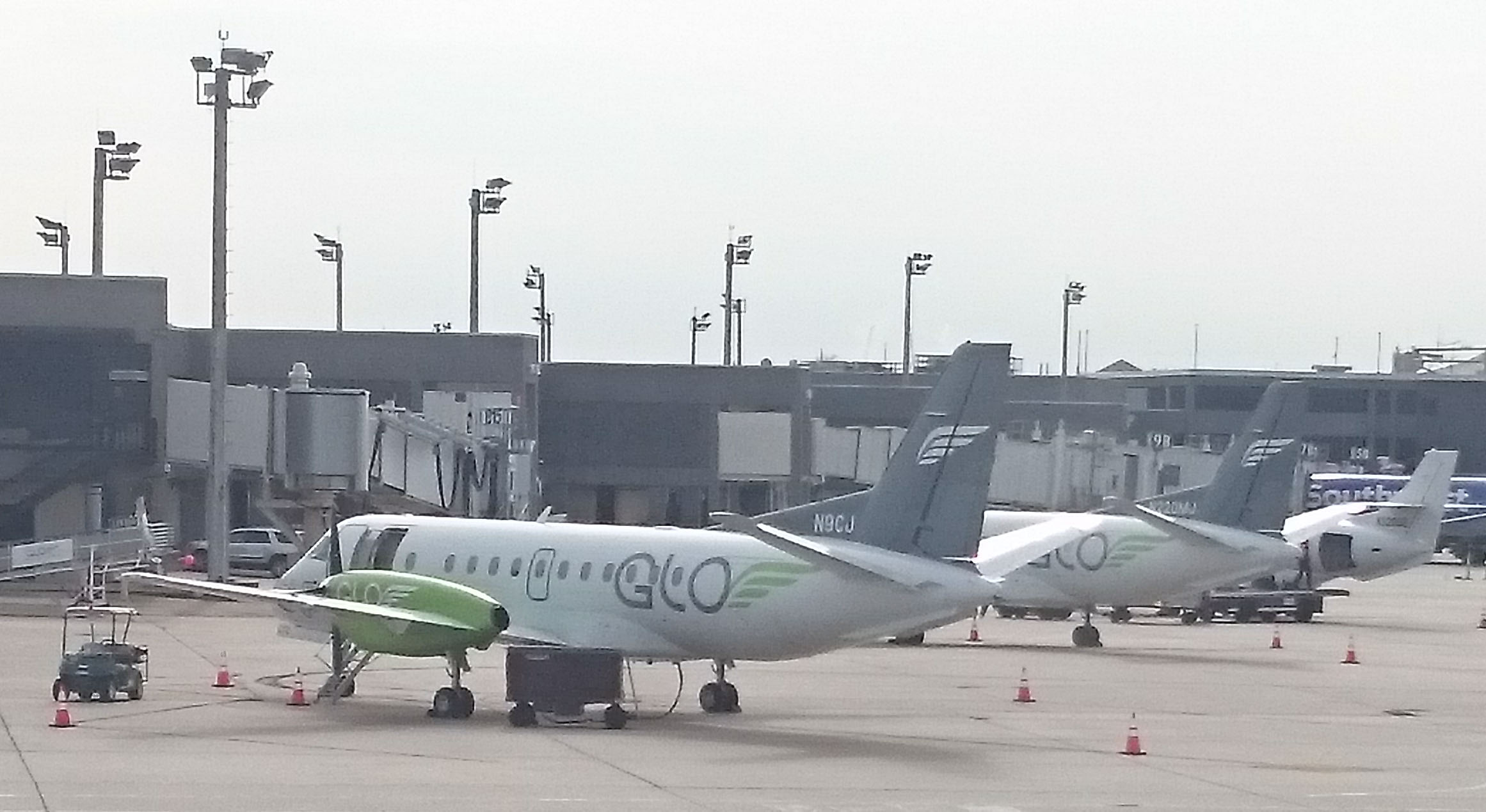
Saab 340s no Aeroporto Internacional de Nova Orleães Louis Armstrong, em 2015.

A frota da GLO Airlines consistia nas seguintes aeronaves:
| Modelo   | Prefixo | Serial Number | Fabricado em | Ano de aquisição | Notas |
| -------- | ------- | ------------- | ------------ | ---------------- | ----- |
| Saab 340 | N220MJ  | 340B-220      | 1990         | 2015             |       |
| Saab 340 | N346CJ  | 340B-346      | 1993         | 2015             |       |
| Saab 340 | N9CJ    | 340B-224      | 1991         | 2015             |       |